# Parabarrovia keelei
Parabarrovia keelei là một loài bướm đêm trong họ Noctuidae.